# Kinds of Kindness
Kinds of Kindness is een Iers-Britse-Amerikaanse anthologiefilm uit 2024, geregisseerd en mede geschreven door Giorgos Lanthimos. De hoofdrollen worden vertolkt door Emma Stone, Jesse Plemons, Willem Dafoe, Margaret Qualley, Hong Chau, Joe Alwyn en Mamoudou Athie. 

## Verhaal
De film volgt drie verhaallijnen: 
- Segment 1: "The Death of R.M.F": een man wil zijn eigen lot in eigen hand nemen nadat hij zich heeft losgemaakt van zijn machtige baas.
- Segment 2: "R.M.F. is Flying": een politieagent is gealarmeerd omdat zijn vrouw, die op zee vermist werd, is teruggekeerd en een ander persoon lijkt te zijn.
- Segment 3:  "R.M.F. Eats a Sandwich": een vrouw is vastbesloten een specifiek iemand te vinden die het vermogen heeft om de doden weer tot leven te wekken.

## Rolverdeling
| Acteur           | Personage                                     |
| ---------------- | --------------------------------------------- |
| Emma Stone       | Rita, Liz en Emily                            |
| Jesse Plemons    | Robert, Daniel en Andrew                      |
| Willem Dafoe     | Raymond, George en Omi                        |
| Margaret Qualley | Vivian, Martha en de tweeling Ruth en Rebecca |
| Hong Chau        | Sarah, Sharon en Aka                          |
| Joe Alwyn        | verzamelaar 1, Jerry en Joseph                |
| Mamoudou Athie   | Will, Neil en de mortuariumverpleegkundige    |
| Hunter Schafer   | Anna                                          |

## Productie
In september 2022 werd bekendgemaakt dat regisseur Giorgos Lanthimos en Searchlight Pictures opnieuw gingen samenwerken voor zijn volgende film, getiteld And. Emma Stone, Jesse Plemons, Willem Dafoe en Margaret Qualley zullen de hoofdrol spelen. Het script, ontwikkeld door Element Pictures en Film4, werd geschreven door Lanthimos en Efthimis Filippou. De film wordt geproduceerd door Ed Guiney en Andrew Lowe van Element Pictures, samen met Kasia Malipan en Lanthimos zelf. Ollie Madden en Daniel Battsek zijn uitvoerend producenten voor Film4, dat het project medefinancierde. In oktober 2022 vervoegden Hong Chau, Joe Alwyn en Mamoudou Athie de cast. De filmopnames gingen door in New Orleans van oktober tot december 2022. In december 2023 werd de filmtitel gewijzigd in Kinds of Kindness.

## Release en ontvangst
Kinds of Kindness ging op 17 mei 2024 in première op het Filmfestival van Cannes in de competitie voor de Gouden Palm en won de prijs voor beste acteur (Jesse Plemons). De film staat kreeg zijn release in de bioscopen in de Verenigde Staten door Searchlight Pictures op 21 juni 2024 en in Ierland en het Verenigd Koninkrijk op 28 juni 2024. De film kreeg overwegend positieve kritieken van de filmcritici, met een score van 83% op Rotten Tomatoes, gebaseerd op 36 beoordelingen.

## Prijzen en nominaties
De belangrijkste:
| Jaar | Prijs                   | Categorie                                     | Genomineerde(n)   | Uitslag     |
| ---- | ----------------------- | --------------------------------------------- | ----------------- | ----------- |
| 2025 | Golden Globe Award      | Beste acteur in een film – musical of komedie | Jesse Plemons     | Genomineerd |
| 2024 | Filmfestival van Cannes | Gouden Palm                                   | Giorgos Lanthimos | Genomineerd |
| 2024 | Filmfestival van Cannes | Beste acteur                                  | Jesse Plemons     | Gewonnen    |